# Leibersdorf

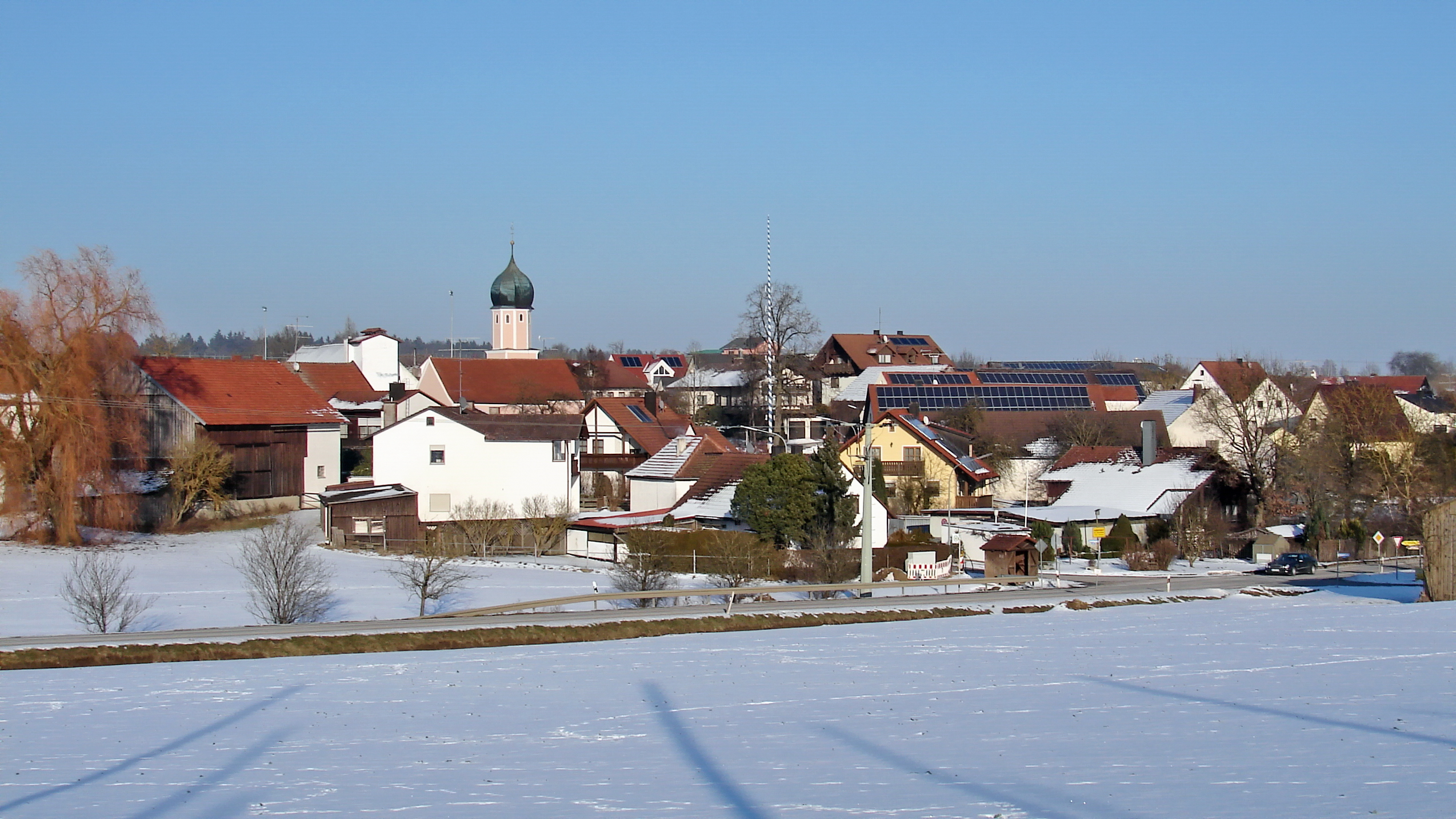
Ortsansicht von Süden

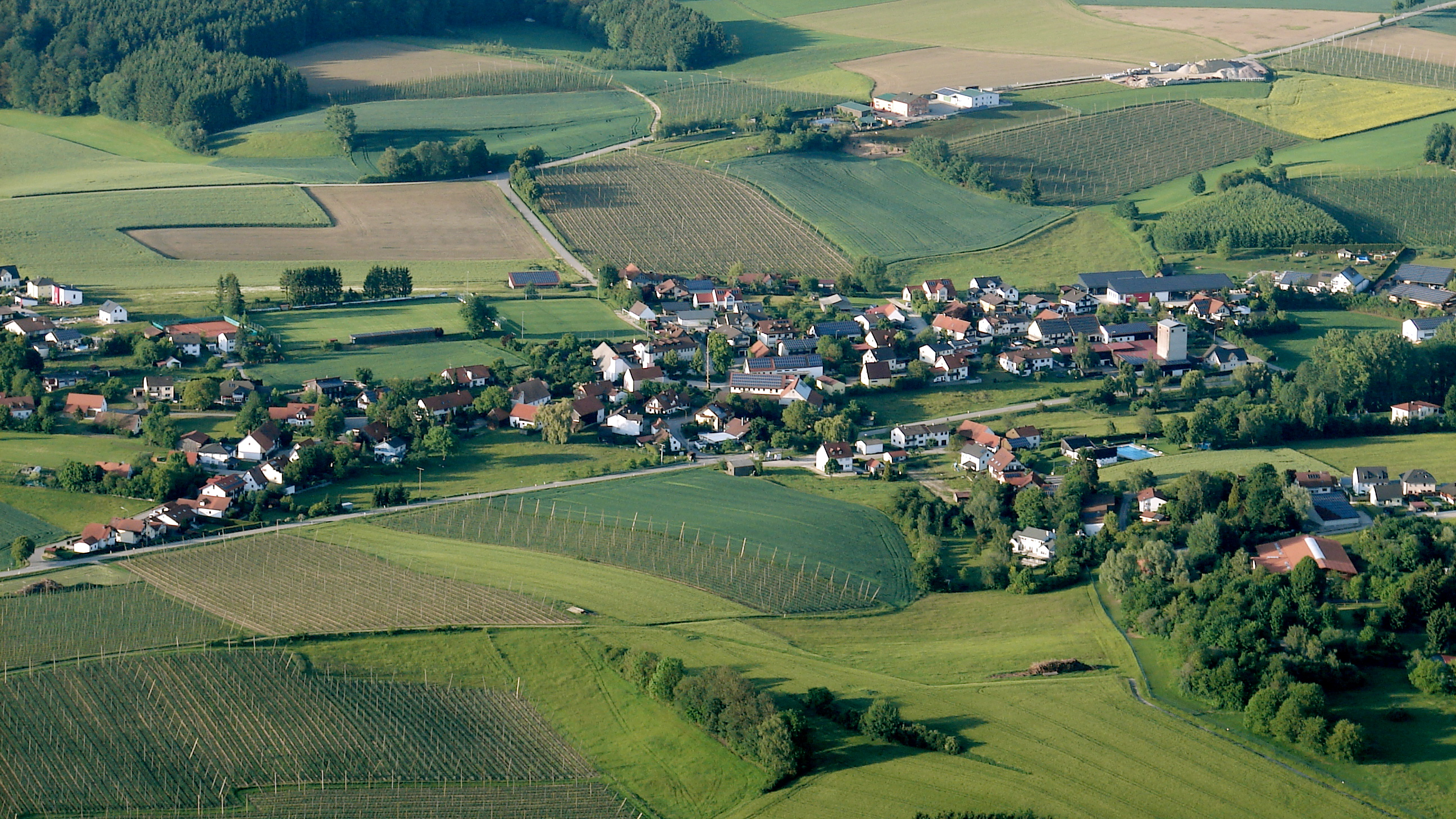
Leibersdorf Luftbild

Leibersdorf ist ein Gemeindeteil der Gemeinde Volkenschwand im niederbayerischen Landkreis Kelheim. Bis zum 31. Dezember 1977 bildete es eine selbstständige Gemeinde.

## Lage
Das Kirchdorf Leibersdorf liegt in der Hallertau etwa drei Kilometer nördlich von Volkenschwand.

## Geschichte
Die erste Erwähnung des Ortes findet sich 1070 in der Urkundensammlung des Domstifts Freising, wo ein Gerunch von Liwensdorf als Zeuge genannt wird. Der Name leitet sich von Liutpald (Luitpold) her. Die geschlossene Hofmark Leibersdorf war im 15. Jahrhundert im Besitz der Leibersdorfer und von 1523 bis 1767 bei den Freiherren von Zeller, die auch im Volkenschwander Wappen auftauchen. Danach kam das Besitztum zu Hofrat von Käppler, anschließend zu den Grafen von Buttler. Aus der Hofmark ging ein Patrimonialgericht II. Klasse hervor.
Die Gemeinde Leibersdorf entstand aus dem gleichnamigen Steuerdistrikt und gehörte anfangs zum Landgericht Moosburg. Gemeindeteile waren Berg, Böham, Haag, Heidersberg, Herrenau, Kreppen, Kreuzstauden, Leibersdorf und Wieden. Später gehörte die Gemeinde zum Bezirksamt Mainburg und Landkreis Mainburg. Sie wurde im Zuge der Gebietsreform in Bayern am 1. Januar 1978 in die Gemeinde Volkenschwand eingegliedert.

## Sehenswürdigkeiten
- Filialkirche St. Jakobus der Ältere. Der aus dem 12. Jahrhundert stammende, romanisch-gotische Bau wurde 1761 barock verändert. Bemerkenswert sind die großen Quadersteine im Untergeschoss des Turms.

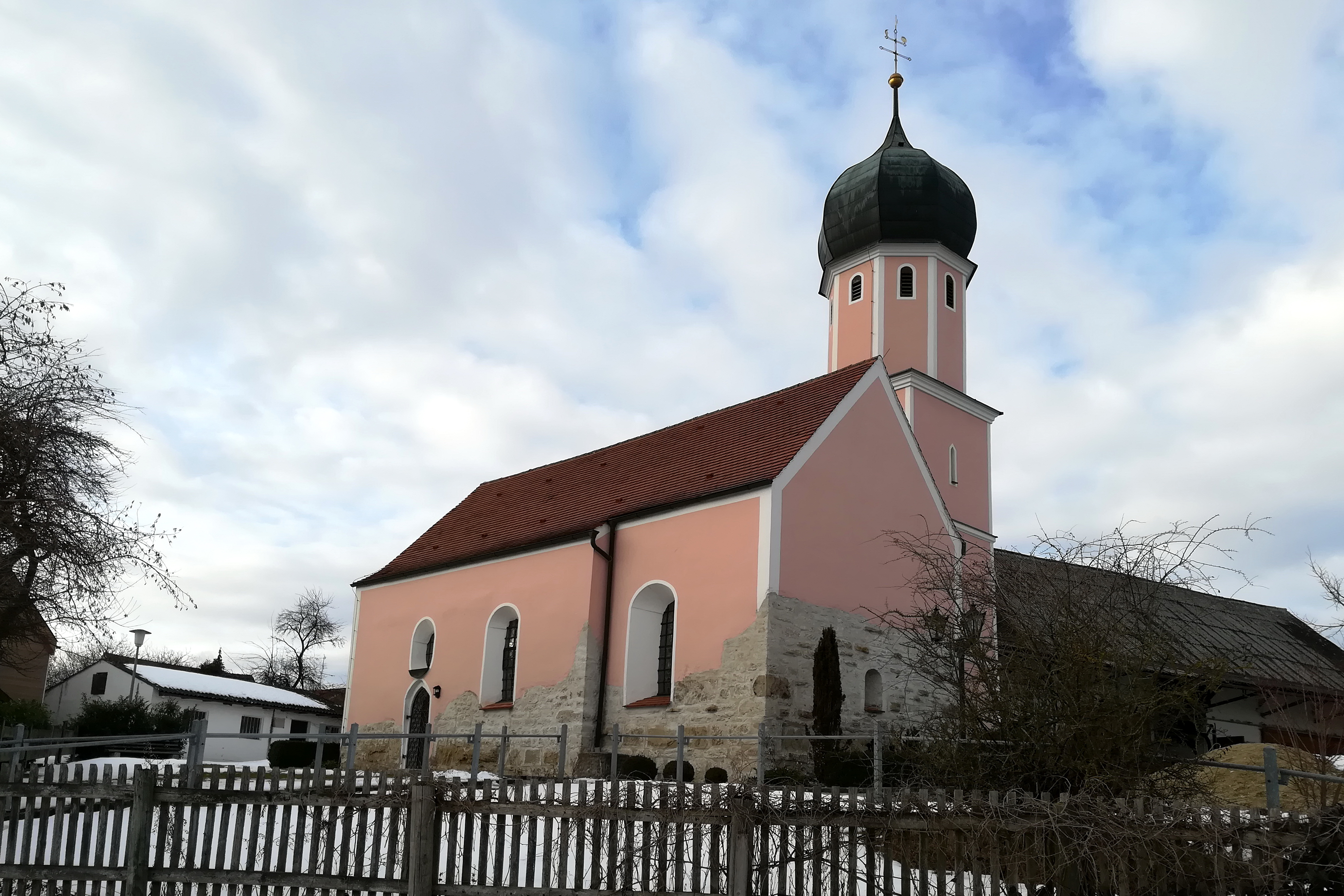
Filialkirche St. Jakobus der Ältere
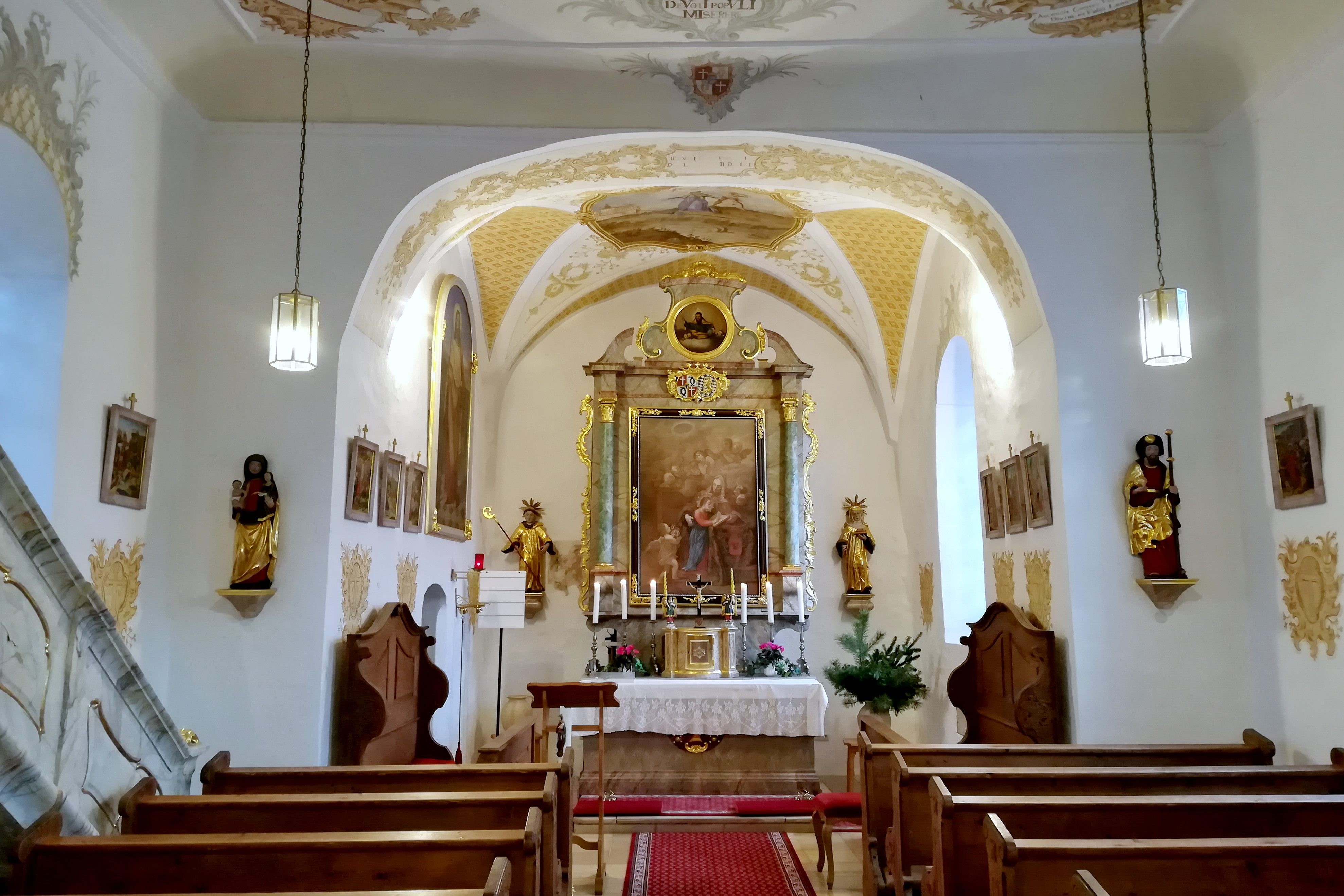
St. Jakobus der Ältere: Altarraum
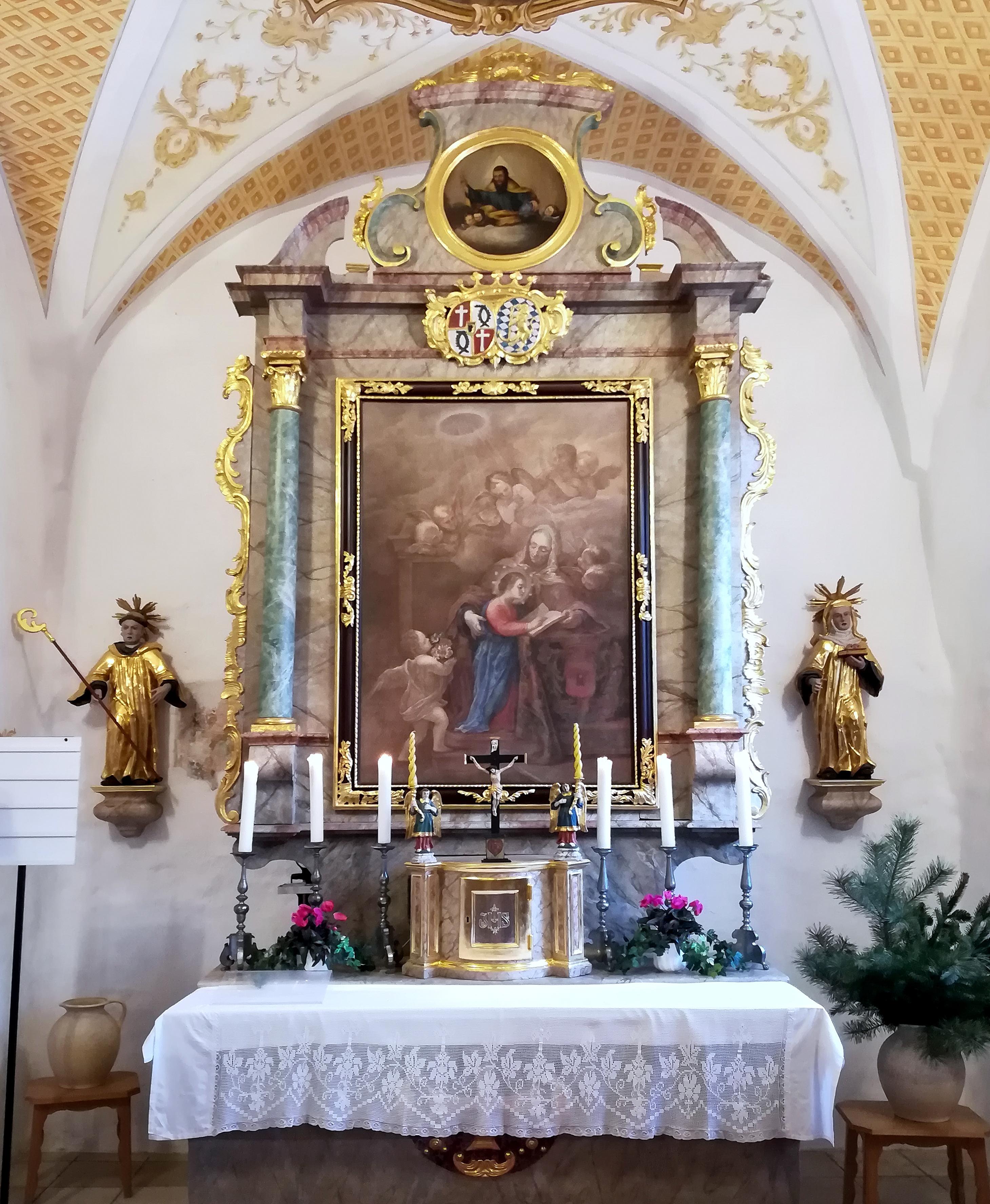
St. Jakobus der Ältere: Altar
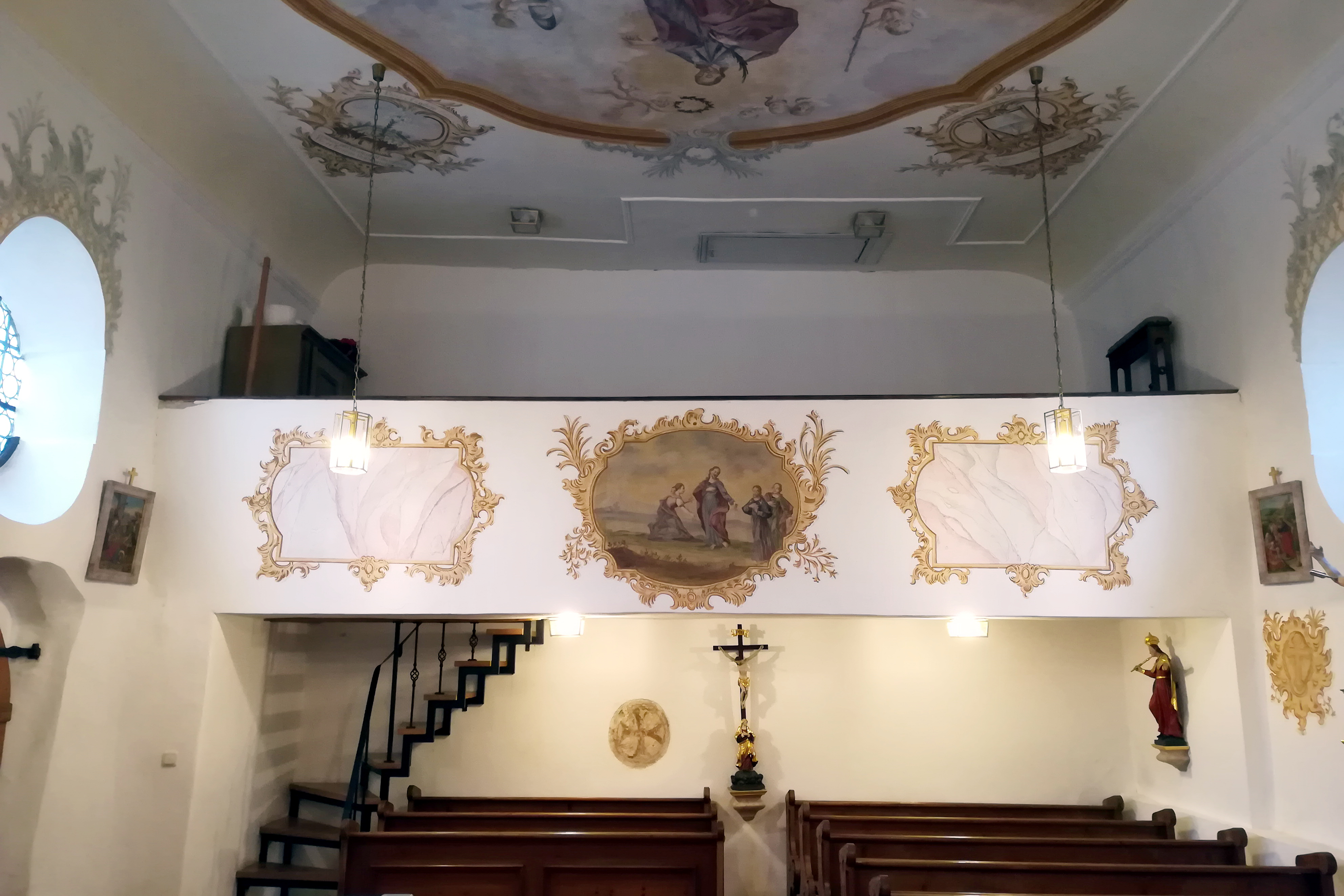
St. Jakobus der Ältere: Empore
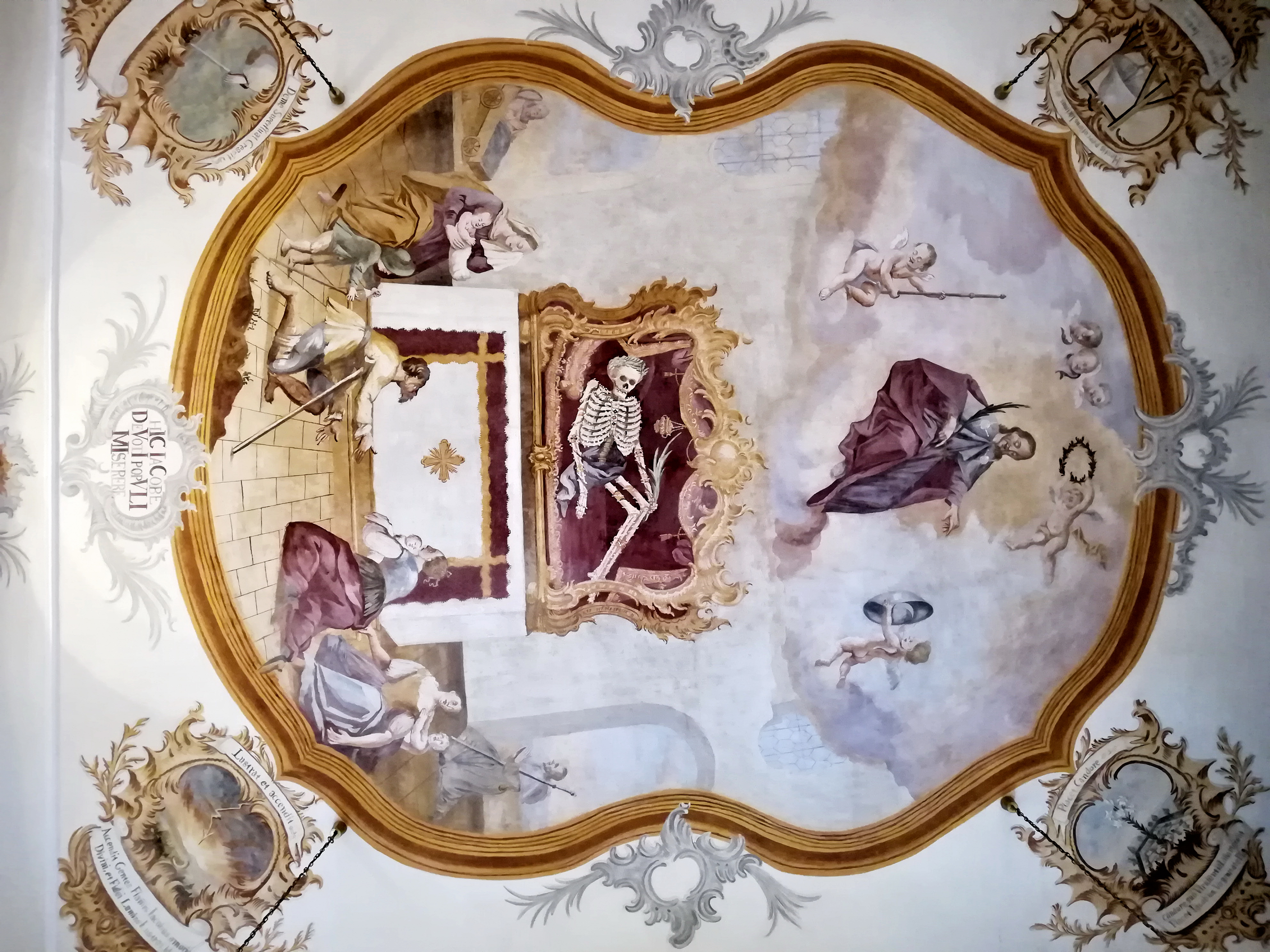
St. Jakobus der Ältere: Deckengemähde

## Einrichtungen
- Freibad Leibersdorf. Es wurde Anfang der 1970er Jahre errichtet.

## Vereine
- FC Leibersdorf 1930 e.V. Er wurde im Jahre 1930 gegründet und ist damit einer der ältesten Vereine in der Hallertau.
- Freiwillige Feuerwehr Leibersdorf
- Katholischer Deutscher Frauenbund Volkenschwand
- Reservistenkameradschaft Leibersdorf